# كريستين باسكال
كريستين باسكال (بالفرنسية: Christine Pascal)‏ (و. 1953 – 1996 م) هي ممثلة، ومخرجة سينمائية، وكاتبة سيناريو من فرنسا. ولدت في ليون.
توفيت عن عمر يناهز 43 عاماً.

## جوائز وترشيحات
حصلت على جوائز منها:
- جائزة لويس ديلوك [الإنجليزية]‏، عن عمل: قال الأمير الصغير [الإنجليزية]‏ (1992).

ترشحت لـ:
- جائزة سيزر لأفضل فيلم، عن عمل: قال الأمير الصغير [الإنجليزية]‏ (1993)
- جائزة سيزر لأفضل مخرج، عن عمل: قال الأمير الصغير [الإنجليزية]‏ (1993)
- جائزة سيزر لأفضل ممثلة مساعدة، عن عمل: دع الفرح يسود [الإنجليزية]‏ (1976).

## وصلات خارجية
- كريستين باسكال على موقع IMDb (الإنجليزية)
- كريستين باسكال على موقع ألو سيني (الفرنسية)
- كريستين باسكال على موقع أول موفي (الإنجليزية)
- كريستين باسكال على موقع قاعدة بيانات الأفلام السويدية (السويدية)
- كريستين باسكال على موقع قاعدة بيانات الفيلم (الإنجليزية)
- كريستين باسكال على موقع كينوبويسك (الروسية)